# 프로비슈티프
프로비슈티프(마케도니아어: Пробиштип)는 마케도니아 공화국 동부에 위치한 도시로 면적은 326km2, 인구는 16,193명(2002년 기준)이다.

시 문장